# Monna Lisa Cyberpunk
Monna Lisa Cyberpunk (Mona Lisa Overdrive) è un romanzo di fantascienza di William Gibson pubblicato nel 1988. È il terzo volume della cosiddetta trilogia dello Sprawl che comprende anche Neuromante e Giù nel ciberspazio (in originale: Neuromancer e Count Zero), che costituiscono tra i primi e più noti esempi del filone cyberpunk.

## Trama
Ambientata otto anni dopo gli eventi di Giù nel ciberspazio e quindici anni dopo Neuromante, la storia è formata da diversi fili di trama interconnessi, e presenta anche personaggi delle precedenti opere di Gibson (come Molly Millions, il mercenario comparso in Neuromante).
Filo uno: riguarda Mona, una prostituta adolescente che ha una somiglianza più che passeggera con la famosa Simstim superstar Angie Mitchell. Mona viene assunta da loschi individui per un "concerto" che in seguito si rivela essere parte di un complotto per rapire Angie.
Filo due: si concentra su una giovane ragazza giapponese di nome Kumiko, figlia di un boss della Yakuza inviata a Londra per tenerla al sicuro mentre suo padre si impegna in una guerra tra bande con altri importanti leader della Yakuza. A Londra, è curata da uno dei servitori di suo padre, che è anche un potente membro della mafia londinese. Incontra Molly Millions (dopo aver cambiato il suo aspetto si fa chiamare "Sally Shears", al fine di nascondere la sua identità alle parti ostili che sono implicitamente inseguite), che prende la ragazza sotto la sua ala.
Filo tre: segue un artista solitario di nome Slick Henry, che vive in un luogo chiamato Factory in a Dog Solitude; una grande distesa avvelenata di fabbriche e discariche abbandonate, probabilmente nel sud del New Jersey. Slick Henry è un ladro d'auto condannato la cui punizione consisteva nel cancellare la sua memoria a breve termine ogni cinque minuti, portando a una continua confusione e dissociazione. Dopo la fine della sua condanna, trascorre le sue giornate creando grandi sculture robotiche e periodicamente subisce episodi di perdita di memoria, tornando alla coscienza in seguito senza alcun ricordo di ciò che ha fatto durante il blackout. Viene assunto da un conoscente per prendersi cura del comatoso "Conte" (Bobby Newmark del secondo romanzo, "Giù nel ciberspazio", è collegato a un cyber-harddisk super capace chiamato Aleph).
Un "Aleph" teorico avrebbe la capacità RAM di contenere letteralmente tutta la realtà, abbastanza che un costrutto di memoria di una persona conterrebbe la personalità completa dell'individuo e gli permetterebbe di imparare, crescere e agire in modo indipendente.
La trama finale segue Angela Mitchell, famosa star simstim, e la ragazza del secondo romanzo Giù nel cyberspazio. Angie, che grazie alle manipolazioni cerebrali del padre quando era bambina, ha sempre avuto la possibilità di accedere direttamente al cyberspazio (senza un mezzo di connessione), ma i farmaci fornitigli dalla società del padre ne hanno gravemente ostacolato questa capacità.
La trama culmina quando Angie e Bobby "caricano" la loro coscienza nell'Aleph, e sono sul punto di visitare un'intelligenza artificiale aliena apparentemente trovata su un pianeta in orbita attorno ad Alpha Centauri. Mona prende il posto di Angie come star simstim dopo un intervento chirurgico estetico per farla sembrare Mona identica ad Angie.

## Edizioni
- William Gibson, Mona Lisa Overdrive, 1988, ISBN 0-553-05250-0.
- William Gibson, Monna Lisa Cyberpunk, Arnoldo Mondadori Editore, 1991.